# Eupsilobiidae
Eupsilobiidae – rodzina chrząszczy z podrzędu wielożernych, serii (infrarzędu) Cucujiformia i nadrodziny biedronek.
Takson ten wyróżnił jako pierwszy Thomas Lincoln Casey w 1895 roku, w randze plemienia Eupsilobiini. Później zyskał on status podrodziny Eupsilobiinae w obrębie wygłodkowatych. Ich pozycję w obrębie tej rodziny potwierdzały badania morfologii larw i imagines w wykonaniu Wioletty Tomaszewskiej. W 2015 roku James Robertson i współpracownicy na podstawie wielkoskalowej analizy z zakresu filogenetyki molekularnej wynieśli tę podrodzinę do rangi osobnej rodziny w obrębie nowej nadrodziny Coccinelloidea.
Głowa z krótkimi rowkami czułkowymi i szwem czołowonadustkowym, nieobecnym jedynie u Chileolobius. Czułki z buławką jedno- lub dwuczłonową. Szkielet wewnętrzny głowy z przednimi ramionami tentorium szeroko rozbieżnymi i pośrodku wąsko scalonymi. Biodra przedniej pary odnóży od wewnątrz zamknięte, od zewnątrz szeroko otwarte. Biodra odnóży środkowych otwarte bocznie, tylnych poprzeczne. Stopy wszystkich par odnóży czteroczłonowe. Odwłok z liniami zabiodrowymi na pierwszym wentrycie i pięcioma parami przetchlinek. Edeagus wydłużony, smukły, zawinięty u wierzchołka, wyposażony w T-kształtną kapsułę u nasady. Paramery zlane, a nasieniowody częściowo zesklerotyzowane i rozdęte lub skręcone. U samic między przewodem nasiennym a torebką kopulacyjną obecna lejkowata struktura. Ciało larw pokryte strzępiastymi szczecinkami.
Należy tu 6 opisanych rodzajów:
- Cerasommatidia Brèthes
- Chileolobius Pakaluk et Slipinski
- Eidoreus Sharp
- Evolocera Sharp
- Ibicarella Pakaluk et Slipinski
- Microxenus Wollaston
- Natalinus Tomaszewska